# Харис Медуњанин
Харис Медуњанин (Сарајево, 8. март 1985) је босанскохерцеговачки фудбалер који тренутно наступа за Кастељон. Игра на позицији везног играча.

## Успеси
Макаби Тел Авив
- Куп Израела: (финале: 2015/16)[7]

Филаделфија јунион
- Куп САД: (финале: 2018)[8]

 Холандија до 21
- Европско првенство до 21 године (2) :  2006,[9]  2007.[10]

 Босна и Херцеговина
- Кирин куп  (1) :  2016.[11]